# 小行星3805
小行星3805（3805 Goldreich）是一颗绕太阳运转的小行星，为主小行星带小行星。该小行星于1981年2月28日发现。

## 轨道参数
小行星3805的轨道半长轴为2.6818400 UA，离心率为0.19。